# めぐーる

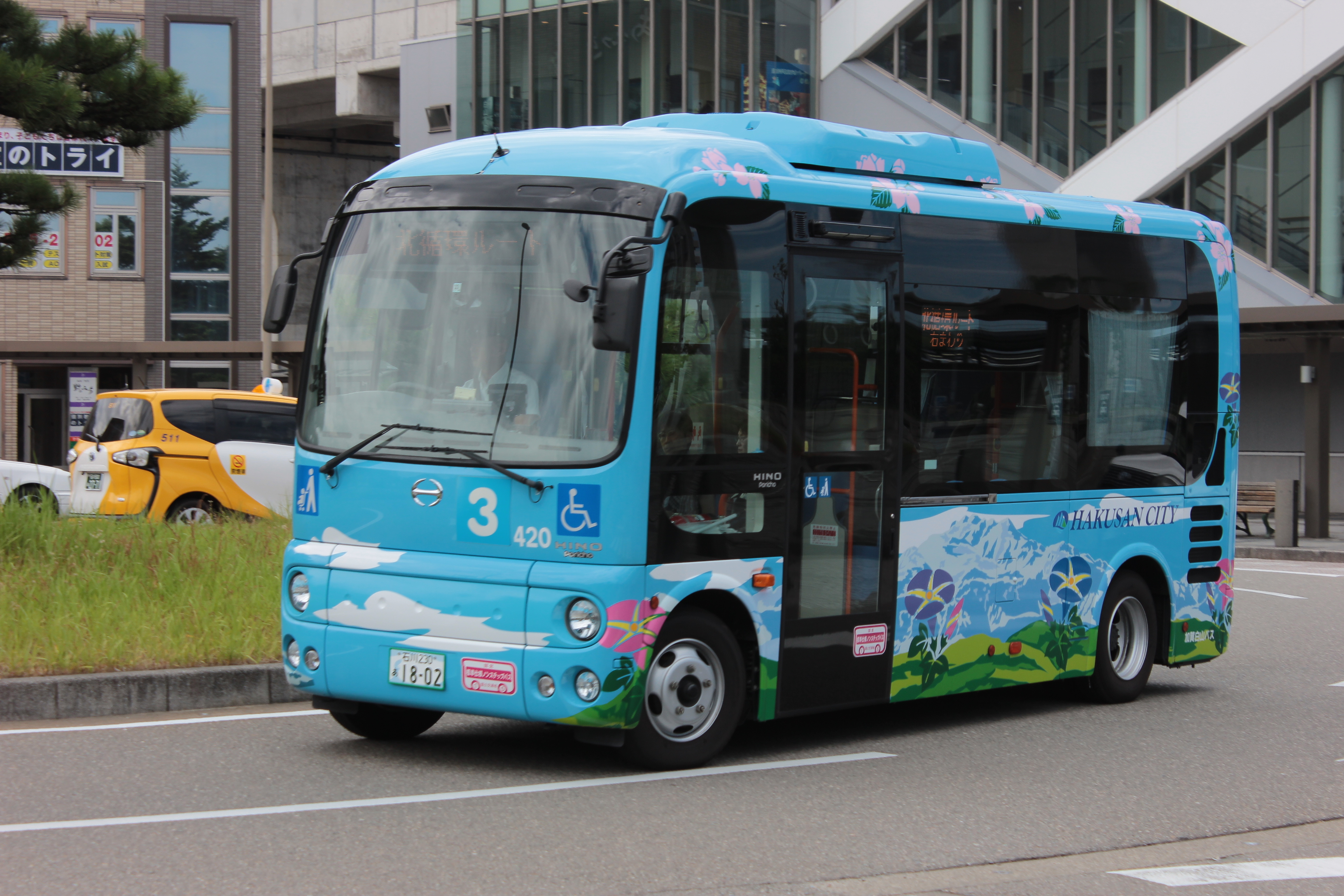
めぐーる（地域図柄ナンバープレート使用車両）

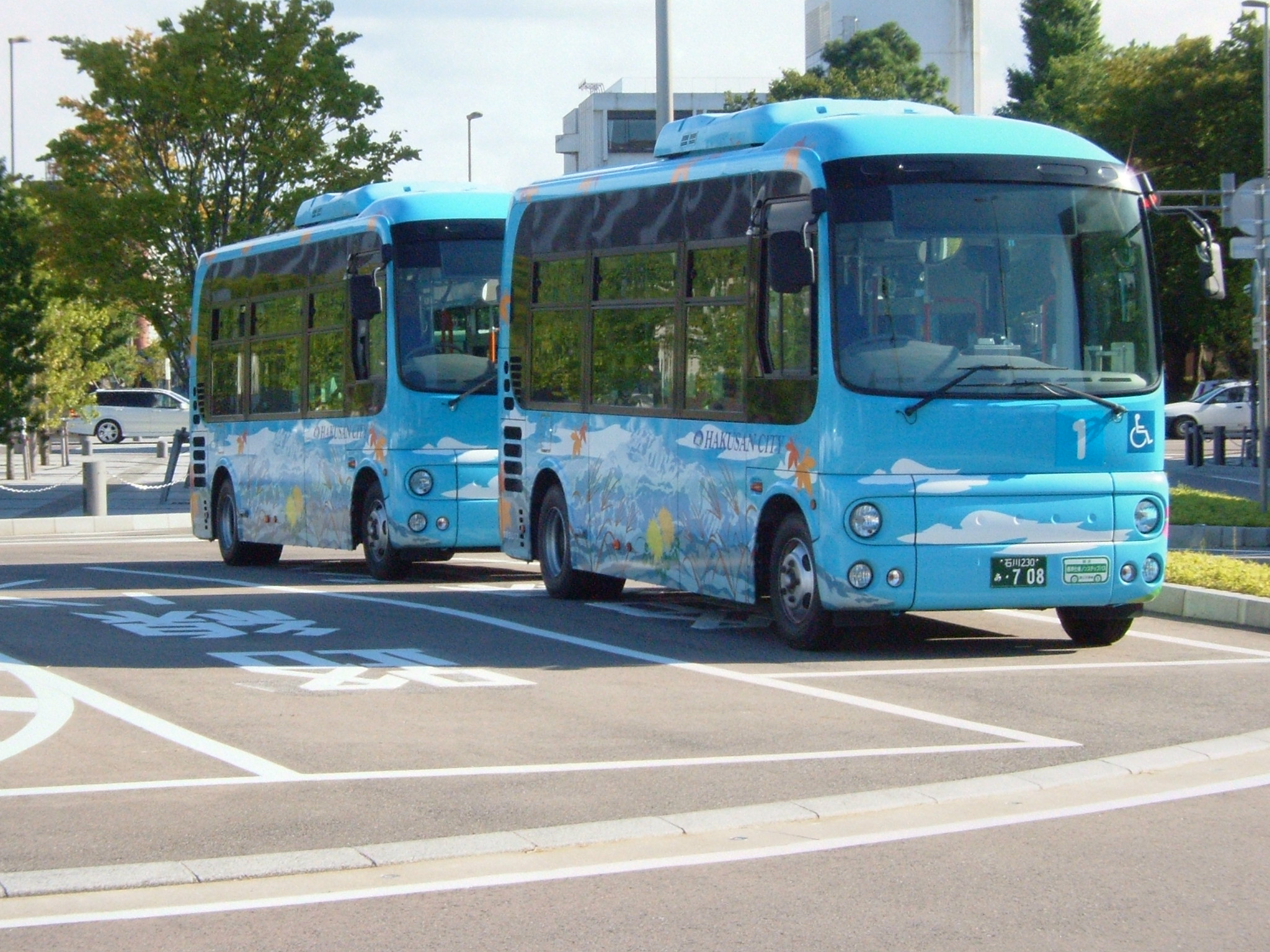
松任駅前で待機中の車両

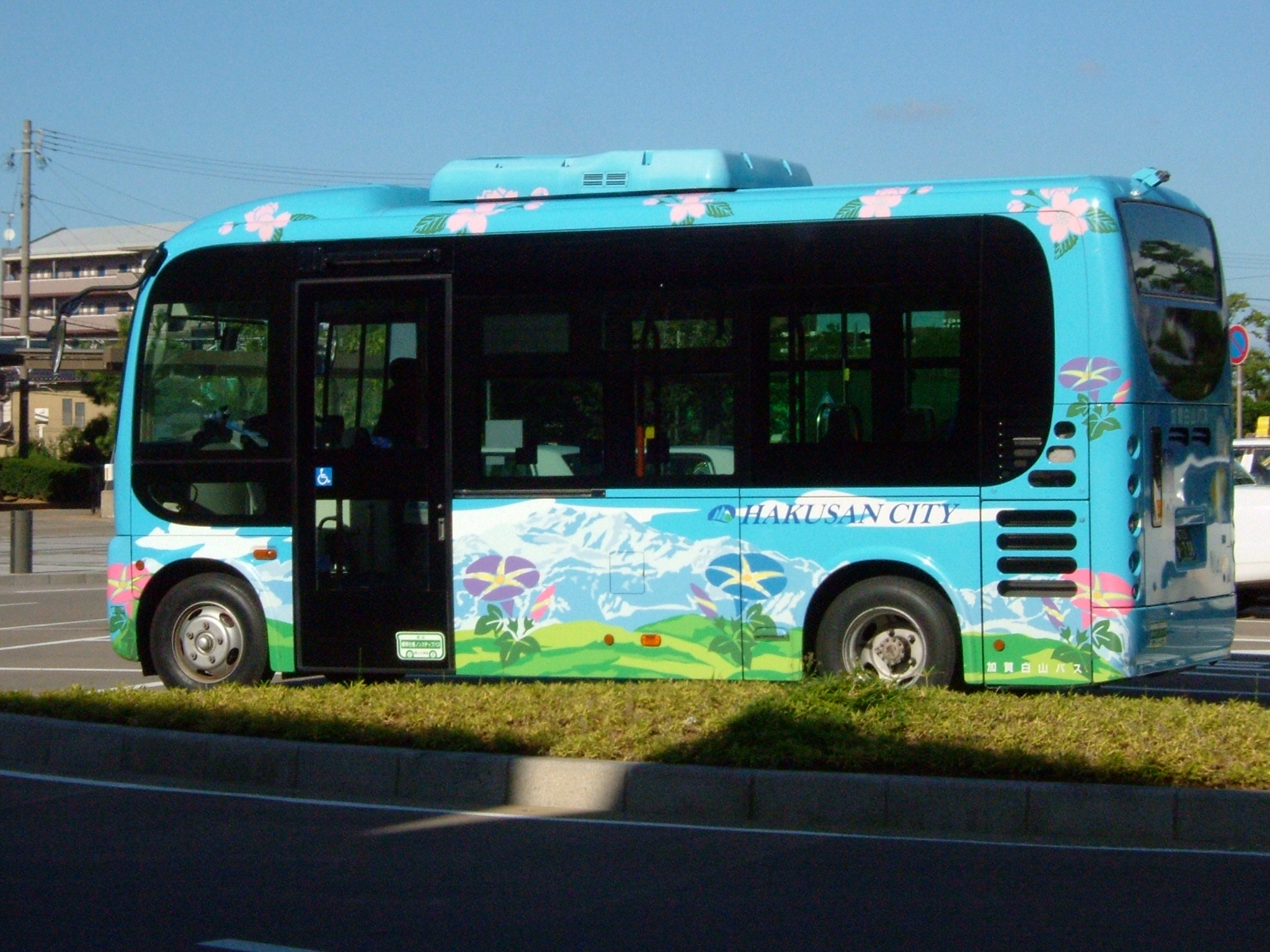
車体側面

めぐーるは、石川県白山市が運行するコミュニティバスである。北鉄白山バスに運行を委託している。
2007年4月1日運行開始。「めぐーる」の名は、市内各地を「めぐる」ことから名づけられた。

## 概要
2005年2月1日付で市町村合併により白山市が発足したことから、旧松任市の「市内循環バス」、鳥越地域の「鳥越委託バス」などのコミュニティバスを再編して運行開始した。その結果、白山市発足前にはコミュニティバスがなかった旧美川町域でも運行されるようになった。ただし、旧白峰村域では運行されていない。
1台のバスで、北鉄白山バスの一般路線バスとして運行した後に系統変更し、コミュニティバス扱いで運行する便も存在する。
白山ろく地域のルートの一部時間帯では、予約制（デマンド方式）を採用している。
松任地域の「金沢脳神経外科病院」と「野々市駅北口」停留所で、隣接する野々市市のコミュニティバス「のっティ」と連絡している。また、野々市市が野々市駅南口と公立松任石川中央病院間で運行している「シャトルバス のんキー」は、2021年のダイヤ改正で、めぐーるが運行していない区間にバス停留所を新設している。

### 運行日
運行日は、一部ルートを除き月曜日から土曜日までの運行で、日曜日・祝日と1月1日から1月3日は運休となる。2022年のダイヤ改正で、従来の平日のみの運行を改め、一部の路線を除き土曜日の運行を開始した。
なお2011年度までは、松任・美川・吉野谷地域（吉野保育所、診療所・温泉ルート）および公立つるぎ病院ルートは月曜日から金曜日までの運行（吉野谷地区は12月30日から1月3日）、白山ろく地域ルート（河内、尾口、上野・阿手の各ルート）は原則として毎日運行していた。

### 利用状況
2017年度（平成29年度）版「白山市統計書」によると、2012年から2020年までの運行日1日あたりの乗客数は以下のとおりとなっている。鶴来地域は2015年度からの統計。
| 乗車人数推移 | 乗車人数推移 | 乗車人数推移 | 乗車人数推移 | 乗車人数推移 | 乗車人数推移 |
| 年度         | 1日平均人数  | 松任地域     | 美川地域     | 鶴来地域     | 白山ろく地域 |
| ------------ | ------------ | ------------ | ------------ | ------------ | ------------ |
| 2012年       | 535          | 275          | 49           | -            | 211          |
| 2013年       | 509          | 274          | 53           | -            | 182          |
| 2014年       | 533          | 284          | 57           | -            | 192          |
| 2015年       | 592          | 246          | 77           | 87           | 182          |
| 2016年       | 583          | 250          | 57           | 120          | 156          |
| 2017年       | 570          | 251          | 72           | 104          | 143          |
| 2018年       | 623          | 272          | 87           | 130          | 134          |
| 2019年       | 641          | 319          | 96           | 93           | 133          |
| 2020年       | 531          | 259          | 79           | 63           | 130          |

## 沿革
- 2007年4月1日 - めぐーるを6地域で運行開始[2]。
- 2008年
  - 4月1日 - 白山ろく地域でデマンド方式による運行開始。
  - 10月1日 - 路線再編により、石川郡野々市町（当時）の金沢脳神経外科病院への乗り入れを開始[9]。初めて白山市外にバス停を設置。
- 2011年
  - 4月1日 - 美川地域の美川コースと湊コースを統合[10]。
  - 8月13日 - 松任地域での土曜・日曜の試験運行を実施（同年9月11日まで）。
- 2012年
  - 4月1日 - 白山市外では2番目となるバス停を野々市駅北口に設置[11]。
  - 10月1日 - 北陸鉄道の金沢地区バス会社合併に伴い、松任・美川地域の運行委託を北鉄金沢バス、白山ろく地域の各路線の運行委託を加賀白山バス（新会社）に変更。
- 2015年
  - 3月31日 - 鶴来地区で加賀白山バスが運行していた運賃無料の買い物バス「つるぎふれあい巡回バス」白山コースが廃止される。
  - 4月1日 - 鶴来地区でめぐーるの運行開始[12]。「つるぎふれあい巡回バス」白山コース廃止を受けたもの。
- 2018年4月 - 運行委託事業者を加賀白山バス（現：北鉄白山バス）に統一。
- 2022年4月1日 - 土曜日の運行を開始[6]。運賃無料期間を10月にも追加[6]。

## 運賃・乗車券類
運賃
- 運賃は、全区間1乗車につき100円均一、未就学児は無料（一部路線を除く）。
- 白山ろく地域の公立つるぎ病院ルートのみ、運賃100円均一の対象外で、一般路線バスと同運賃となる。
- 4月1日から4月14日まで、10月1日から10月14日までの期間（運行休止日を除く）は運賃が無料となる。10月の運賃無料期間は2022年度より追加[6]された。

乗車券
- 回数乗車券：1,000円（11枚綴り）
- 乗り放題券：3,000円（1か月）、15,000円（6か月）、24,000円（1年）

## 現行路線
いずれも主要バス停留所のみ記載。

### 松任・美川地域
北循環ルート

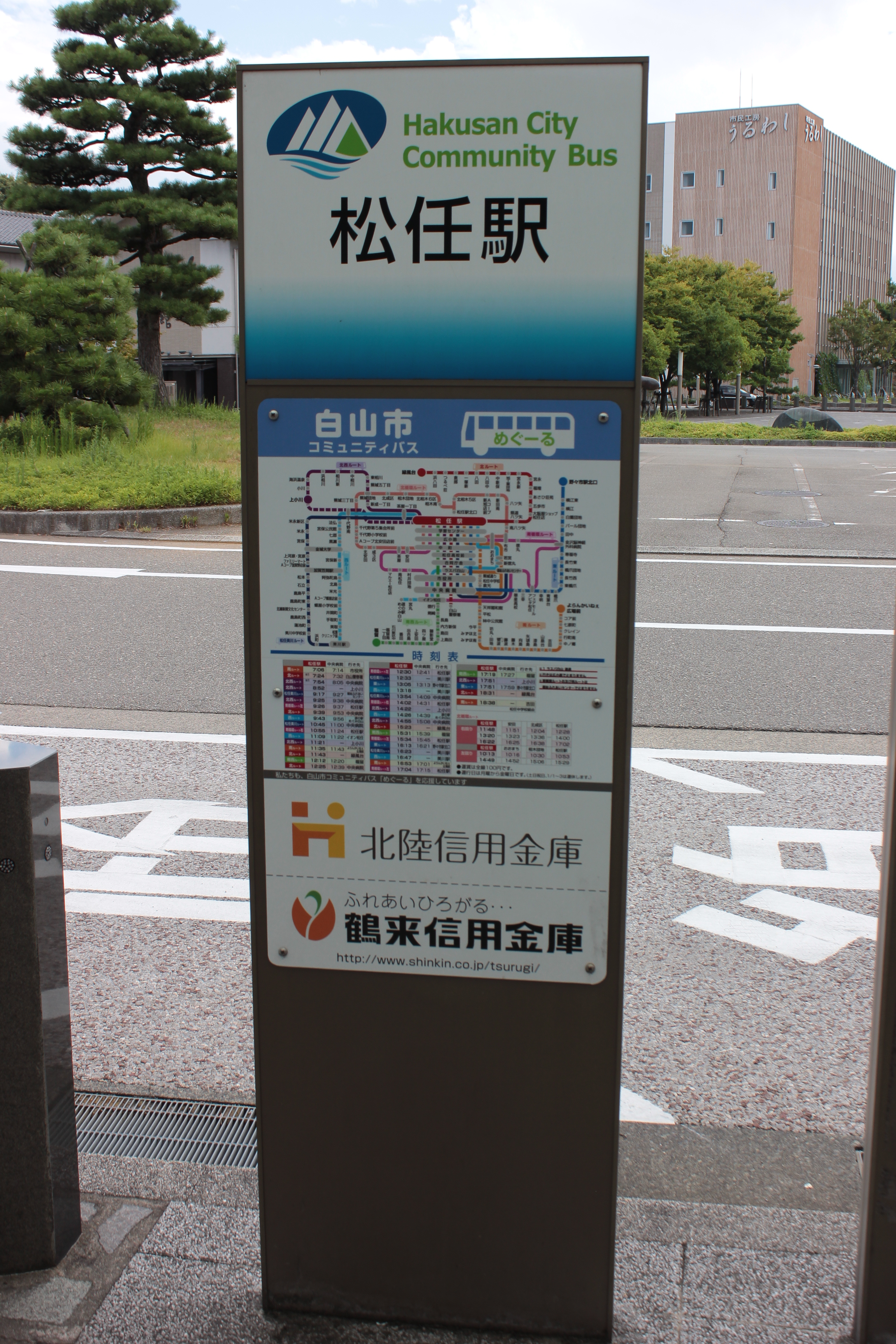
専用バス停留所の一例（松任駅）

- 松任駅 - 北安田- 千代野小学校前 - 相木団地 - 松任駅北口 - 八ツ矢 - 松任駅

南循環ルート
- 松任駅 - 金沢脳神経外科病院 - フェアモールアピタ松任 - 公立松任石川中央病院 - 南松任 - 松任駅

北ルート
- 白山警察署 - 公立松任石川中央病院 - 松任駅 - 宮永 - 八田 - 浜八田 - 緑風台

東ルート
- 松任駅 - 公立松任石川中央病院 - 橋爪 - 清金団地（野々市市、2021年改正時に新設）[5] - 長竹東 - 金沢脳神経外科病院 - 横江 - 野々市駅北口 → 松任駅（初便のみ）

南ルート
- 松任駅 - 公立松任石川中央病院 - みずほ - 山島台 - 吉田 - よらんかいね広場前

南西ルート
- 松任駅 - 公立松任石川中央病院 - 島田 - 石川新区中 - 福留 → 松任駅（初便のみ）

西ルート
- 道の駅めぐみ白山 - 公立松任石川中央病院 - 松任駅 - 千代野南 - 加賀笠間駅 - 金城大学 - 石立 - 北島 - 米光 - 美川駅

北西ルート
- 公立松任石川中央病院 - 松任駅 - 蕪城団地 - 中相川 - 海浜温泉 - 上小川 - 松任駅

松任美川ルート
- 福祉ふれあいセンター - ラスパ白山 - 松任駅 - 金城大学 - 加賀笠間駅 - 鹿島平 - 美川駅

美川・湊ルート（右回り）
- 美川駅 - 湊町 → 湊小学校前 → 湊健康増進センター前 → 小舞子駅 → 湊町 - 美川小学校前 - 美川駅 - 美川中学校前（一部のみ）

中央病院ルート
- 美川駅 - 本吉町 - 宮丸 - 公立松任石川中央病院 - 市役所

### 鶴来地域
白山ルート
- レッツ - 白山警察署鶴来庁舎前 - 鶴来駅前 - 石川県ふれあい昆虫館前 - 白山町 - レッツ（右回り）
- 一ノ宮公民館前 - 石川県ふれあい昆虫館前 - 鶴来駅前 - つるぎ病院前 - 鶴来駅前（左回り）
  - 過去に運行されていた運賃無料の「つるぎふれあい巡回バス」白山コースを引き継いだもの。ショッピングセンター「つるぎショッピングスクエア レッツ」の買い物バスとして加賀白山バスが運行し、鶴来駅のほか加賀一の宮駅（2009年11月1日廃止）前を経由していた。車両は加賀白山バス一般色の日産ディーゼル・RNを使用。「つるぎふれあい巡回バス」白山コースは2015年3月31日をもって廃止。

舘畑ルート（右回り・左回り）
- レッツ - 鶴来駅前 - 明島台 - コア前 - クレイン - 富光寺住宅 - クレイン - よらんかいね広場前 - 鶴来駅前 - レッツ

蔵山・林ルート（右回り・左回り）
- レッツ - 鶴来駅前 - クレイン - 池田病院（当バス停は金沢市内に所在） - 陽羽里 - コア前 - 鶴来駅前 - レッツ → よらんかいね広場前（右回り・左回りの初便のみ）

### 白山ろく地域
★印は予約制採用路線。
公立つるぎ病院ルート
- 鶴来駅前 - 公立つるぎ病院 - 江津 - 釜清水

河内ルート（河内地域）
- 広瀬（一部のみ） - 口直海 - 板尾 - 千丈温泉
- 広瀬（一部のみ） - 口直海 - 江津 - 吉岡 - JA白山手取支店（一部のみ） - 鳥越中学校（一部のみ）

上野・阿手ルート（鳥越地域）
- 釜清水 - 上野 - 別宮 - 神子清水 - 阿手

★とりごえ保育園ルート（鳥越地域、土曜日運休）
- とりごえ保育園 - ファミール鳥越 - 瀬音

診療所・温泉ルート（鳥越・吉野地域）
- 吉野谷診療所 - 白山下 - 瀬波
- ★釜清水 - 上吉野 - 吉野谷診療所 - 瀬波

★尾口ルート（尾口地域）
- JA白山手取支店 - 市原 - 瀬女 - 白山一里野 - 中宮温泉（冬季運休）

### 鉄道との接続
- IRいしかわ鉄道線

野々市駅 - 小舞子駅間の各駅で接続している。
- 北陸鉄道石川線

鶴来駅では鶴来地域の全ルート、小柳駅を除く以下の各駅では蔵山・林ルートと接続している。
- 陽羽里駅：「陽羽里」バス停
- 曽谷駅：「曽谷」バス停
- 道法寺駅：「林公民館前」バス停
- 井口駅：「明光一丁目」バス停
- 日御子駅：「日御子団地」「小柳新」バス停

## 車両
専用車両として、青空をイメージした空色基調に白山と山の植物を描いたラッピングバスの日野・ポンチョ（ショートボディ）を使用する。同デザインのいすゞ・ジャーニーJ（ステップリフトバス）もある。松任・美川・尾口地域は、白山やアサガオ（旧松任市の推奨花で現在は白山市の花）のイラストをあしらったバスが走っている。このバスのデザインは、3地区の中学生から募集し選ばれた。
加賀白山バス時代には、中型車の日野・レインボーRJ（一般色）、ワンボックスカーのトヨタ・ハイエース（白色）も使用していた。